# Hạ Long
Ha Long, también conocida como Hong Gai, Gai Hon o Hongay, es la ciudad capital de la provincia de Quảng Ninh, Vietnam. La ciudad abarca principalmente lo que forma parte de la bahía de Ha Long. Se encuentra a unos 160 kilómetros al noreste de Hanói. La población en 2010 era de 221 580.

## Divisiones administrativas
El municipio se divide en 20 barrios:
- Hà Khánh
- Hà Lam
- Hà Trung
- Hà Phong
- Tu Hà
- Hong Hai
- Cao Thắng
- Cao Xanh
- Yết, Kieu
- Tran Hung Djao
- Bach Djang
- Hon Gai
- Bai Chay
- Hong Ha
- Hà Khau
- Gieng djay
- Hùng Thắng
- Tuan Chau
- Viet Hung
- Đại Yên

## Ciudades hermanas
- Acapulco, México.[2]